# Berthold Hunger
Hugo Berthold Hunger (* 24. Oktober 1879 in Bautzen; † 22. Oktober 1961 ebenda) war ein deutscher Maler und Zeichner in der Lausitz.

## Leben und Werk
Hunger war der Sohn des Bautzener Realschul-Oberlehrers Ernst-Hugo Hunger. Er hatte einen Bruder Rudolph und eine Schwester Else.
Hunger machte eine Lehrausbildung als Lithograph und besuchte von 1901 bis 1902 die Zeichenklasse von Ernst Schurth an der Kunstakademie Karlsruhe. Von 1903 bis 1904 studierte er bei Carl Bantzer an der Kunstakademie Dresden. Von 1906 bis 1909 arbeitete er als selbstständiger Plakatzeichner in Frankfurt/Main. 1910 nahm er in Paris bei Jean-Paul Laurens Unterricht an der Académie Julian. Ab 1913 arbeitete Hunger als Fachlehrer für schmückende Berufe an der Gewerbeschule Bautzen. Von 1914 bis 1918 nahm er am Ersten Weltkrieg teil. Danach war er bis 1945 in Bautzen wieder als Gewerbelehrer tätig und betätigte sich als Maler. Er schuf vor allem Blumen- und Landschaftsbilder, aber auch Darstellungen von Industrieanlagen. Die Kunstkritikerin Erna von Watzdorf beurteilte seine Bilder als „zeichnerisch und farbig wohlabgewogener Naturalismus.“
Daneben gab er Privatunterricht im Malen und Zeichnen. Einer seiner Schüler war Horst Bachmann.
1919 war Hunger Mitbegründer der Freien Künstlervereinigung Bautzen, deren Vorsitzender er wurde. Er gehörte auch dem Lausitzer Künstlerbund an. Das Bautzener Einwohnerbuch verzeichnete ihn 1938 als Kunstmaler und Gewerbelehrer in der Moltkestraße (heute Kurt-Pchalek-Straße) 8.
Zu seinem Leben und künstlerischen Schaffen nach 1945 wurden keine Informationen gefunden.

## Ausstellungen (unvollständig)
- 1919/1920: Bautzen, Stadtmuseum (Gemälde-Ausstellung der Freien Künstlervereinigung)
- 1922/1923: Bautzen, Stadtmuseum (Lausitzer Kunstschau)
- 1925: Görlitz, Gedenkhalle (Lausitzer Kunstschau)
- 1949: Görlitz, Aula der 10. Grundschule („3. Jahresausstellung Lausitzer Bildender Künstler“)[6]